# Microcharis latifolia
Microcharis latifolia är en ärtväxtart som beskrevs av George Bentham. Microcharis latifolia ingår i släktet Microcharis och familjen ärtväxter. Inga underarter finns listade i Catalogue of Life.